# Adrian Lamo
Adrian Lamo (født 20. februar 1981, død 16. marts 2018) var en programmør fra USA, som i 2004 blev arresteret for hacking, da han brød ind i datasystemerne til The New York Times, Yahoo og Microsoft.
I 2010 meldte han til USA's myndigheder, at Chelsea Manning havde lækket flere hundrede tusinde hemmelige dokumenter fra USA.